# Fotovoltaická elektrárna Mimoň Ra 3
Fotovoltaická elektrárna Mimoň RA 3 je jednou z největších slunečních elektráren v Česku, instalovaným výkonem se řadí na 5. příčku.
Elektrárna se nachází v Mimoni v okrese Česká Lípa. Byla postavena a spuštěna v roce 2010 a leží v oblasti Ralsko, ve kterém je instalována také největší elektrárna v Česku FVE Ralsko Ra 1.
Solární elektrárna obsahuje 93 240 polykrystalických panelů, výkon elektrárny je 17,5 MW a roční výroba je 17,6 GWh. Elektrárna dokáže zásobovat až 4500 domácností v severních Čechách. Instalováno je 33 trafostanic a 9 rozvoden.
Solární elektrárna je ve vlastnictví společnosti ČEZ Obnovitelné zdroje, s.r.o., která tento projekt zakoupila od společnosti Amur.Re. Na náročných projekčních činnostech se podílela především společnost SUDOP PRAHA a.s. Elektrárna byla spuštěna 29. 12. 2010. Elektrárna je připojena do distribuční sítě společnosti ČEZ v transformovně v TR 110/23 kV Noviny, kterou za tímto účelem realizovala společnost V-STAV Hrotovice.

## Další fotografie

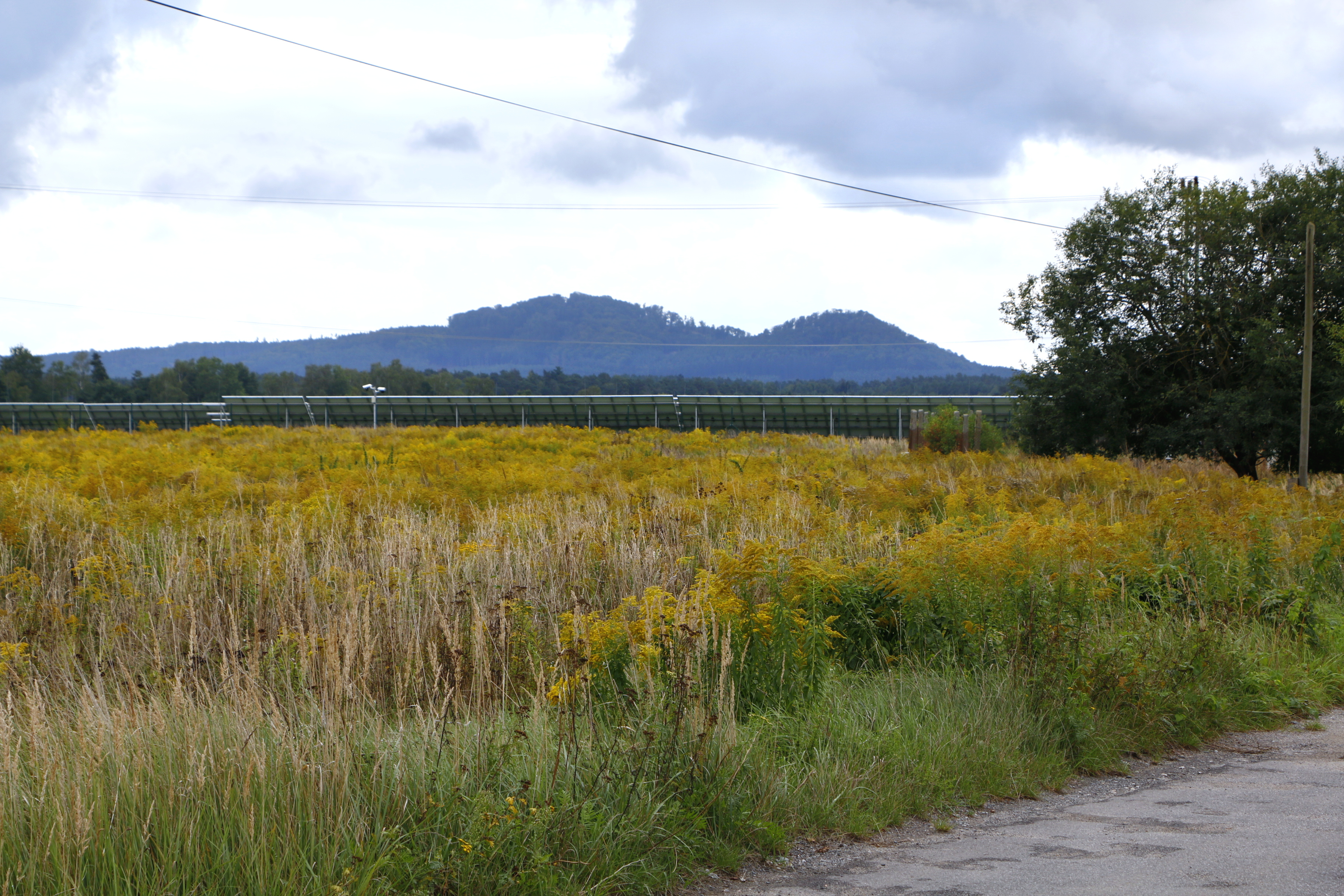
Pohled z jihu
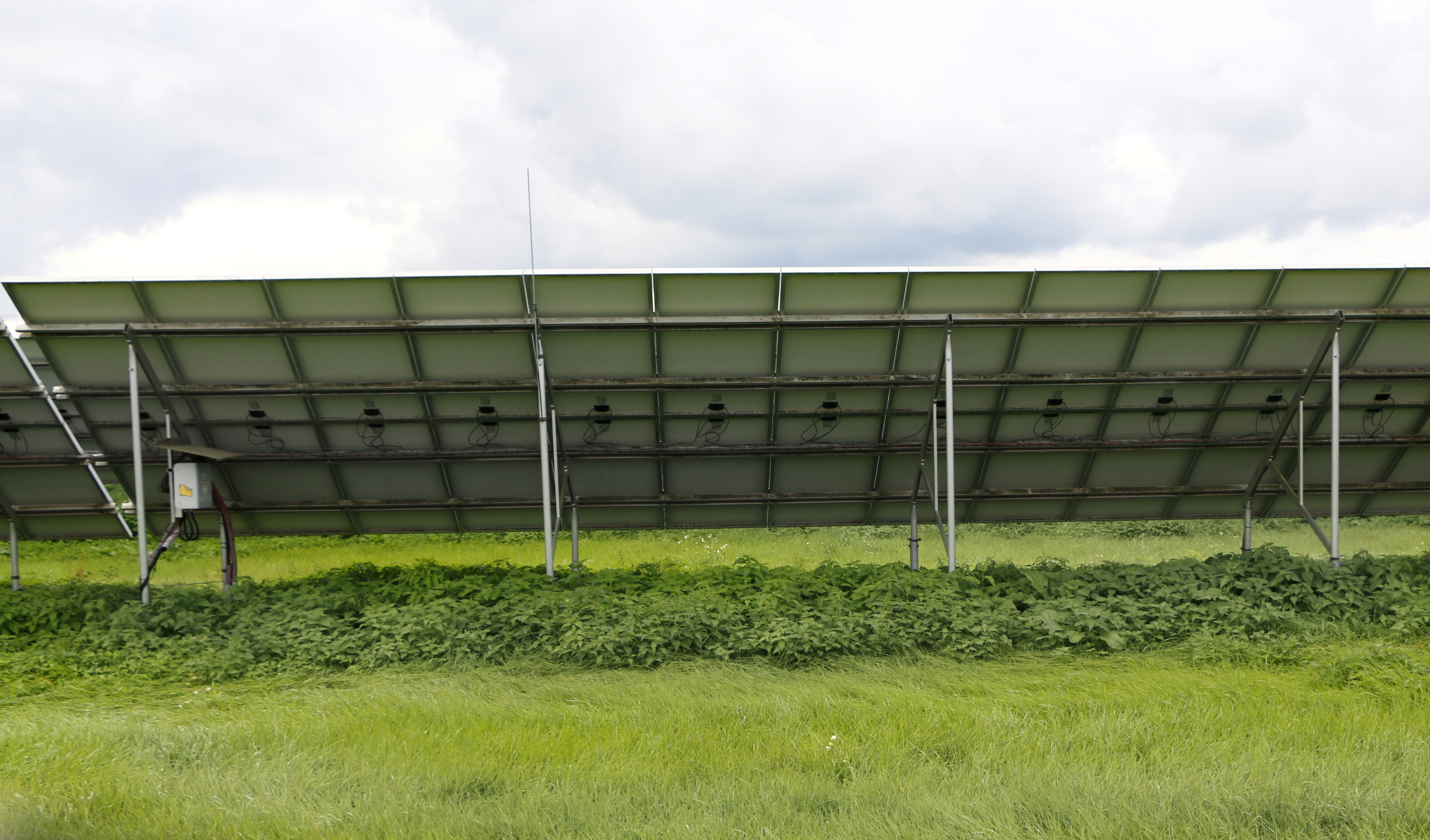
Jeden panel zezadu